# ویبریو پاراهمولیتیکوس

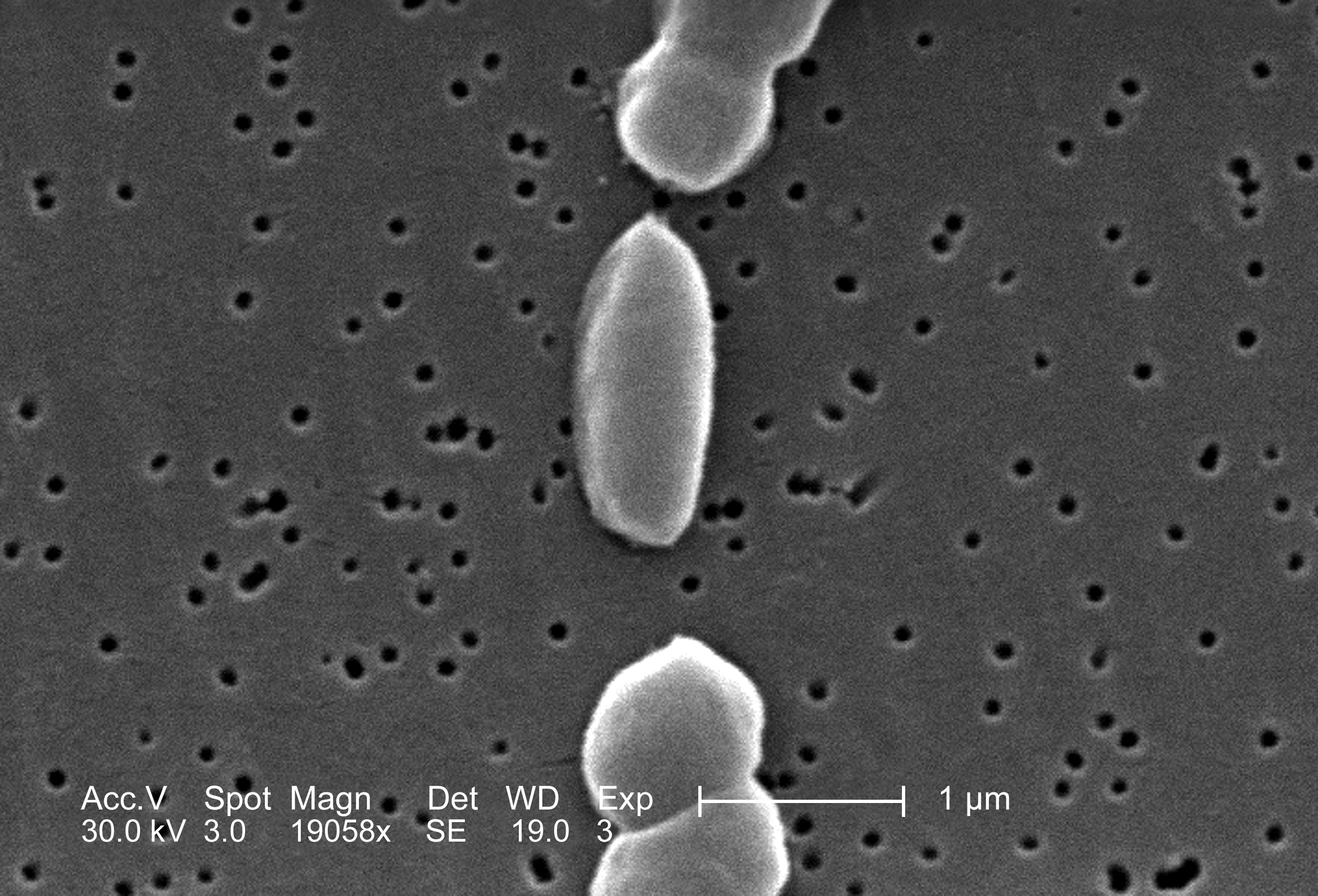
تصویر میکروسکوپ الکترونی روبشی ویبریو پاراهمولیتیکوس

 ویبریو پاراهمولیتیکوس (V. parahaemolyticus) یک گونه باکتری از جنس ویبریو و از خانواده ویبریوناسه است. ویبریو‌ها باکتری‌های گرم منفی و دارای مژک هستند. معمولاً در آب دریاها و آب شیرین یافت می‌شود.
ویبریو پاراهمولیتیکوس یک ویبریو بیماریزا است و همانند ویبریو کلرا باعث ایجاد اسهال می‌شوند، ولی ساز و کار بروز اسهال در هر دو یکسان نیست. به طوری که ویبریو پاراهمولیتیکوس، پس از تهاجم به کولون، باعث ایجاد بیماری می‌شود و حال آنکه، ویبریو کلرا بدون تهاجم به رودهٔ باریک و تنها با تولید سم (آنتروتوکسین)، موجب بروز اسهال می‌گردد.
یک باکتری گرم منفی با شکل خمیده شکل، شکل گرفته در آب شور، saltwater است که هنگام مصرف خوراکی باعث بیماری گوارشی در انسان می شود. [1] V. parahaemolyticus اکسیداز مثبت است، فاقد هوازگی است و اسپور را تشکیل نمی دهد. مانند سایر اعضای جنس ویبریو، این گونه متحرک است و دارای یک پروانه ی تک قطبی است.

### کتاب های این مرتبط
- میکروب‌های بیماری‌زا در مواد غذایی و اپیدمیولوژی مسمومیت‌های غذایی[۱]
- باکتری‌شناسی عمومی[۲]